# Harry Schmidt
Harry Schmidt (Holdrege, 25 settembre 1886 – 10 febbraio 1968) è stato un generale statunitense, attivo nel Corpo dei Marine durante la seconda guerra mondiale.
Arruolatosi nel 1909, Schmidt prese parte ad alcune spedizione di tipo coloniale nel corso degli anni 1910 in Cina e Messico, ricoprendo il servizio in mare per buona parte degli anni venti. Ottenne il primo comando nella seconda metà degli anni trenta come capo di stato maggiore della 2ª Brigata Marine. Allo scoppio della seconda guerra mondiale fu elevato al grado di brigadier generale e divenne vice del comandante dei Marine fino all'agosto del 1943, quando fu posto a capo della 4ª Divisione Marine.
Nel 1944 ha combattuto nel corso della campagna delle Isole Marshall e in quella successiva per la conquista delle Marianne meridionali; nel corso di quest'ultima fu nominato comandante dell'esperto V Corpo anfibio Marine che condusse, tra il febbraio e il marzo 1945, nella battaglia di Iwo Jima. Si ritirò nel luglio del 1948 dopo un lungo servizio e numerose decorazioni. Si spense nel febbraio del 1968.

## Biografia

### La carriera iniziale
Harry Schmidt nacque il 23 settembre 1886 a Holdrege, nella contea di Phelps in Nebraska. Completati gli studi alla high school, si iscrisse al Nebraska State Normal College prima di entrare nel corpo dei Marine nell'agosto 1909 come sottotenente. Frequentò quindi la scuola ufficiali dei Marine a Port Royal, nella Carolina del Sud: completato il corso d'addestramento, fu assegnato nel gennaio 1911 alla caserma sull'isola di Guam, nell'arcipelago delle Marianne; durante tale incarico partecipò a una spedizione a Chefoo, in Cina. Venne poi inviato, nell'ottobre 1912, nella colonia statunitense delle Filippine. Nell'aprile 1913, tornato in patria, si presentò per il servizio militare a Saint Paul nel Minnesota e fu poi destinato ai alla caserma Marine di New Orleans, in Louisiana.
Nell'aprile 1914 Schmidt fu temporaneamente imbarcato sulla nave da battaglia USS Keasarge che partecipò all'occupazione statunitense di Vera Cruz, in Messico. A dicembre fu convocato dalla 1ª Brigata di stanza al Philadelphia Navy Yard, nell'omonima città della Pennsylvania, dove rimase fino al maggio 1916, quando fu assegnato alla nave da battaglia USS Oklahoma, a bordo della quale ricevette la promozione a capitano nel mese di agosto. Nel gennaio 1917 venne trasferito a un distaccamento Marine che fu preso a bordo dall'incrociatore corazzato USS Montana: la nave trasportò il contingente sull'isola di Cuba, facendolo sbarcare nella base di Guantanamo per sedare la rivolta detta "dello zucchero". Nel settembre 1918 ricevette la nomina pro tempore a maggiore e fu assegnato alla caserma Marine di Norfolk, in Virginia.

### Gli anni venti e trenta
Nel settembre 1920 Schmidt riprese il grado di capitano e tornò a prestare servizio in mare imbarcato sulla nave da battaglia USS Tennessee. Dall'agosto 1922 frequentò come studente la Marine Corps School a Quantico, sempre in Virginia, divenendo poi istruttore presso tale istituto; nel gennaio 1923 fu promosso definitivamente a maggiore. Nel giugno 1926 fece ritorno a Saint Paul per attendere il servizio militare e poco dopo fece un secondo breve viaggio in Cina nella valle dello Yangtze, come membro del 6º Reggimento Marine. Nel febbraio 1927, tornato in patria, fu nominato ufficiale delle operazioni e dell'intelligence per la 2ª Brigata Marine, operante all'epoca in Nicaragua: per il servizio reso fu decorato con la Navy Cross.
Tornato negli Stati Uniti, frequentò la Command and General Staff School a Fort Leavenworth in Kansas ottenendo il diploma nel giugno 1932. Subito dopo fu assegnato al Paymaster Department e ricoprì incarichi burocratici al quartier generale dei Marine installato a Washington, al Dipartimento del Pacifico con sede a San Francisco, con il 4º Reggimento Marine a Shanghai in Cina e di nuovo al Dipartimento del Pacifico; nel maggio 1934, mentre si trovava nel paese asiatico, ricevette la nomina a tenente colonnello. Nel corso del giugno 1937 fu investito della carica di capo di stato maggiore della 2ª Brigata Marine con la quale salpò in agosto alla volta di Shanghai: nel dicembre 1937, ancora nella città cinese, fu avanzato di grado e divenne colonnello. Nel febbraio 1938 fu richiamato negli Stati Uniti e a luglio fu destinato al quartier generale Marine come Executive and Personnel Officer alle dipendenze del Paymaster Department.

### La seconda guerra mondiale

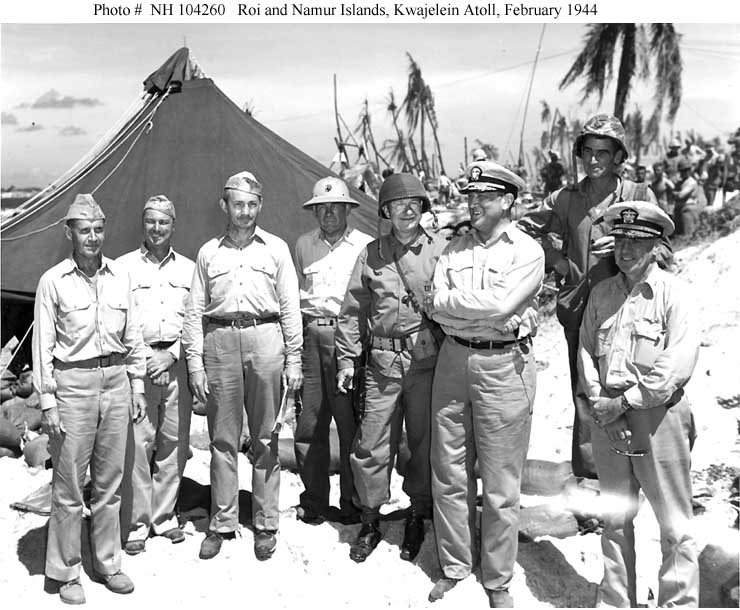
I principali comandanti statunitensi delle forze anfibie destinate alle operazioni nelle Marshall: Schmidt è il quarto da sinistra

Con l'attacco di Pearl Harbor eseguito dall'Impero giapponese il 7 dicembre 1941, gli Stati Uniti furono definitivamente trascinati nella seconda guerra mondiale: quello stesso mese Schmidt fu promosso brigadier generale e nel gennaio 1942 fu nominato vicecomadante del comandante generale del corpo dei Marine, il tenente generale Thomas Holcomb. Nel settembre 1942, mentre le sorti della guerra contro il Giappone volgevano a favore degli Stati Uniti e degli Alleati, fu promosso maggior generale. Soltanto l'anno successivo Schmidt ottenne un incarico operativo, quando in agosto fu posto a capo della 4ª Divisione Marine e destinato a combattere sul fronte oceanico e dell'Estremo Oriente.
Egli condusse la divisione durante la campagna delle isole Marshall, in particolare nella presa di Roi-Namur (31 gennaio-2 febbraio 1944) che costò appena 190 morti e 547 feriti alla divisione, grazie al distruttivo bombardamento preliminare. Nel giugno 1944 guidò i suoi uomini della sanguinosa battaglia di Saipan, la più fortificata isola nell'arcipelago delle Marianne: la divisione sbarcò il 15 giugno nella parte meridionale della costa ovest e combatté duri scontri contro l'agguerrita guarnigione giapponese, collaborando con la 2ª Divisione Marine del generale Thomas E. Watson. Nel luglio 1944 fu promosso al comando dell'intero V Corpo anfibio che diresse nella battaglia di Tinian, conclusasi con la vittoria statunitense il 1º agosto. Tra il 19 febbraio e il 26 marzo 1945 condusse il V Corpo nella feroce battaglia di Iwo Jima, il quale subì oltre 23.000 perdite.
Dopo la resa del Giappone nell'agosto 1945, formalizzata il 2 settembre, supervisionò l'occupazione del territorio giapponese da parte del V Corpo fino al febbraio 1946, quando fece ritorno negli Stati Uniti. Nel corso del conflitto si era guadagnato tre Distinguished Service Medal.

### Fine del servizio e decesso
In patria, Schmidt divenne comandante della Marine Training and Replacement Command di San Diego in California, ottenendo la promozione a tenente generale in marzo: ricoprì questa carica fino al 1º luglio 1948, quando si ritirò dopo 39 anni di servizio attivo. Venne portato comunque al rango di generale sulla lista degli ufficiali a riposo secondo un Atto del Congresso del 23 febbraio 1942; una procedura detta colloquialmente "promozione da lapide funeraria". Harry Schmidt morì il 10 febbraio 1968 all'età di 81 anni. Fu sepolto al Fort Rosecrans National Cemetery nella città di San Diego: la sua tomba è la numero 1533 della fila "Q".
Un contemporaneo tratteggiò Schmidt come un "Buddha, un Marine vecchio stampo" a causa dei suoi trascorsi di servizio in Cina e della sua appartenenza al cosiddetto Old Establishment ("vecchio personale", ovvero i veterani).

## Famiglia
Schmidt si sposò con Doris K. Schmidt (1890-1974) dalla quale ebbe un figlio, Richard Korner Schmidt (1916-1989). La moglie fu sepolta nella stessa tomba del marito.